# Metrofan (biskup Bizancjum)
Metrofan – biskup Bizancjum w latach 306–314. Był synem Domecjusza, bratem Probusa. Zrezygnował z urzędu, zmarł po 326 r. Jest czczony jako święty zarówno w Kościele prawosławnym jak i rzymskokatolickim. Jego święto jest 4 czerwca.